# Michiyo Fujimaru
Michiyo Fujimaru (jap. 藤丸 真世, Fujimaru Michiyo; * 6. April 1979 in der Präfektur Tokio) ist eine ehemalige japanische Synchronschwimmerin.
Bei den Weltmeisterschaften 2001 gewann sie in der Mannschaftswertung eine Silbermedaille. 2003 wiederholte sie diesen Erfolg und wurde mit der Mannschaft außerdem in der Kombination Weltmeisterin. Ein Jahr später belegte sie bei den Olympischen Sommerspielen 2004 in Athen in der Mannschaftswertung ebenfalls Rang zwei.
Sie studierte an der Japanischen Sporthochschule.